# Cantó de Montpeller-4

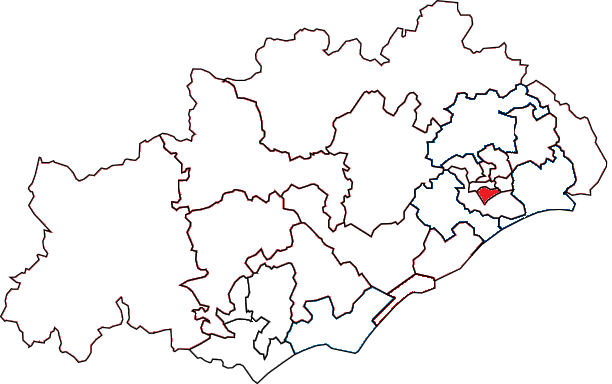
Els cantons de Montpeller

El cantó de Montpellier-4 és un cantó francès del departament de l'Erau, a la regió d'Occitània]. Forma part del districte de Montpeller, compta amb una part de la ciutat de Montpeller.